# Guto Nyth Brân

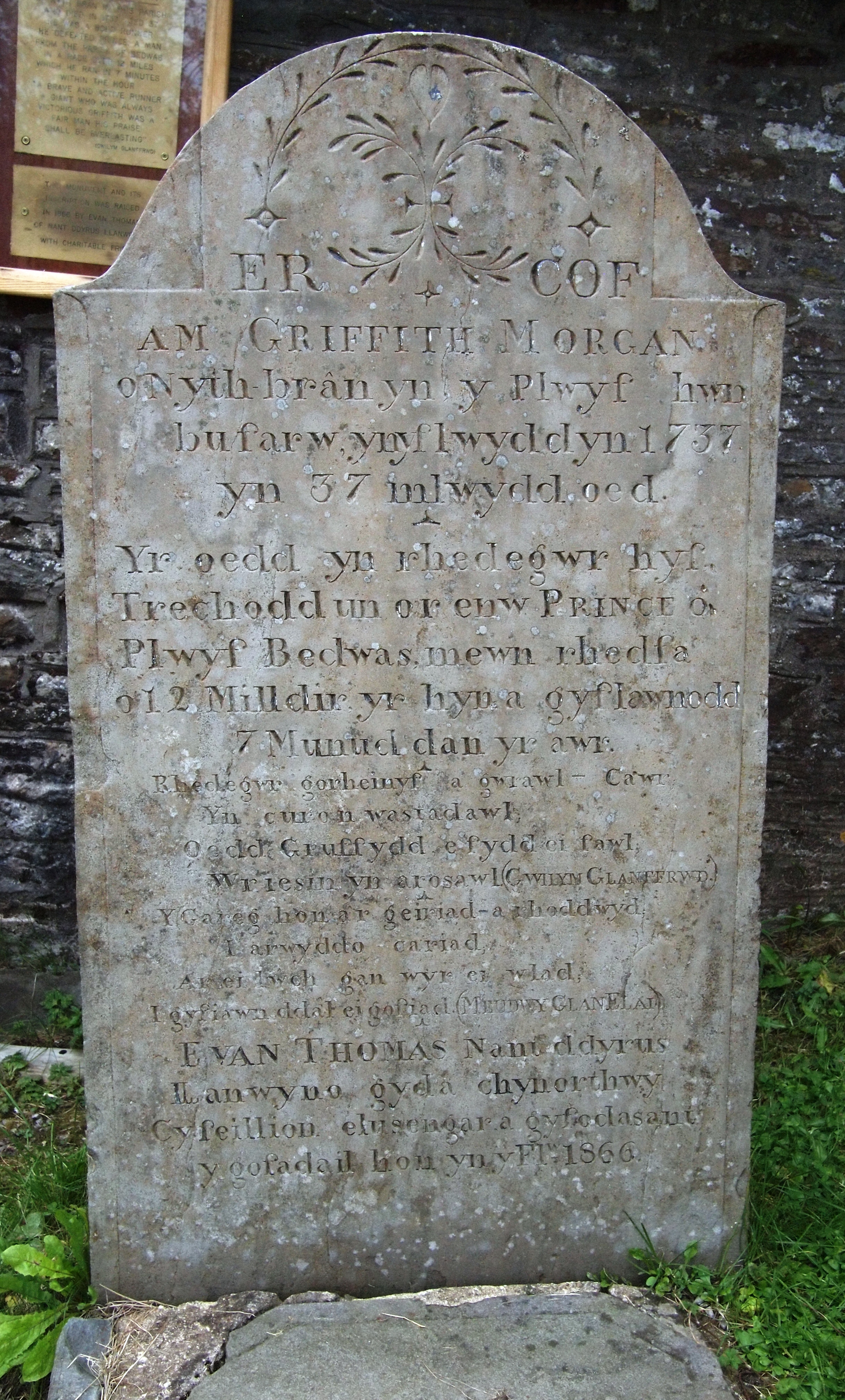
Ehrenmal

Griffith Morgan (* 1700 in Porth, Wales; † 1737 in Bedwas, Wales), besser bekannt mit seinem Waliser Namen  Guto Nyth Brân, war der berühmteste Vertreter des Pedestriantismus zu Beginn des 18. Jahrhunderts. Viele seiner Läufe sind legendär und wurden in der Literatur, z. B. durch Isaac Daniel Hooson, populär. Sein Umfeld ist besonders durch William Thomas in seinem Buch über die Lanwynno Parish überliefert.

## Leben
Guto stammte aus Llwyncelyn, einem kleinen Dorf, in der Gemeinde Porth in Wales. Schon als Kind fiel sein sportliches Talent auf, da er Hasen zu Fuß jagte. Von ihm wurde gesagt, dass er von zu Hause nach Pontypridd und zurücklaufen konnte (eine Strecke von 11 km), bevor das Wasser im Kessel seiner Mutter kochte. Die Besitzerin des örtlichen Ladens, Siân o'r Siop, wurde seine Trainerin und Managerin.
Im ersten Berufsrennen über 4  Meilen (6,4 km) schlug er leicht einen bis dahin ungeschlagenen englischen Captain und gewann 400 £ Preisgeld. Bald fand er keine Gegner mehr, da er immer gewann. Schließlich trat er 1737 gegen den bis dahin ungeschlagenen Prince of Bedwas an. Das Preisgeld betrug 1000 Guineas (= 1050 £, das entspricht einem Wert von ca. 150.000 £ im Jahre 2016), das Rennen ging über 12 Meilen (= 19,3 km). Guto gewann im Endspurt und starb kurz darauf an Erschöpfung.

## Nachleben
Als fester Bestandteil der Waliser Folklore wurde Guto Nyth Brân in Liedern und Gedichten vielfach besungen.
Zur Erinnerung an Guto wurde 1866 auf dem Friedhof von St. Gwynno ein großes Ehrenmal errichtet, findet jährlich der Nos Galan (Walisisch: Ras Nos Galan) 5-km-Silvesterlauf in Mountain Ash, Cynon Valley, Wales statt.